# Энгель, Лоренц
Лоренц Энгель (28 января 1959г., Дюссельдорф) — немецкий медиа-исследователь и профессор медиафилософии на факультете Медиа в Университете Баухаус в Веймаре. С 2008 года он является директором Международного исследовательского института культурных технологий и медиа-философии (IKKM, Веймар).
Лоренц Энгель является представителем первого поколения исследователей в Германии, которые стали воспринимать медиаисследования как независимое поле в области гуманитарных наук. Фокусируясь на вопросах фильма и телевидения в своих работах, он следует философии кино Жиля Делёза и теории систем Никласа Лумана.

## Биография
С 1977 года он начинает заниматься исследованиями театра, кино, телевидения, а также романистикой и историей искусства в университете Кёльна, где и получает степень магистра в 1982 году. С 1985 по 1993 годы работает преподавателем, а позже доцентом на факультете театра, кино и телевидения в университете Кёльна, где и защищает диссертацию в 1988 году. В 1993 году Лоренц проходит хабилитацию и получает вторую докторскую степень, работая над обоснованием соотношения теории систем и взаимодействия историографии и истории кино.
С 1993 года — профессор теории восприятия, истории и теории коммуникации и медиа на факультете дизайна, в колледже архитектуры и строительства в Веймаре (теперь — Университет Баухаус). С 1996 года становится деканом факультета медиа в университете Баухаус, а в 2008 году вместе с Б. Зигертом становится директором Международного колледжа технологий культуры и философии медиа.

## Избранные работы
- Vom Widerspruch zur Langeweile. Logische und temporale Begründungen des Fernsehens. Peter Lang, Frankfurt/M. u.a. 1989, ISBN 3-631-41789-6
- Der gedachte Krieg. Wissen und Welt der Globalstrategie. Raben, München 1989, ISBN 3-922696-63-5
- Sinn und Industrie. Einführung in die Filmgeschichte. Campus, Frankfurt/M. 1992, ISBN 3-593-34725-3
- Das Gespenst der Simulation. Ein Beitrag zur Überwindung der «Medientheorie» durch Analyse ihrer Logik und Ästhetik. VDG, Weimar 1994, ISBN 3-929742-35-7
- Bewegen Beschreiben. Theorie zur Filmgeschichte. VDG, Weimar 1995, ISBN 3-929742-63-2
- Kursbuch Medienkultur. DVA, Düsseldorf 1999, ISBN 3-421-05310-3, (Hrsg. zusammen mit Joseph Vogl et al.)
- Ausfahrt nach Babylon. Essais und Vorträge zur Kritik der Medienkultur. VDG, Weimar 2000, ISBN 3-89739-121-X
- Bilder des Wandels. VDG, Weimar 2003, ISBN 3-89739-369-7, (=serie moderner film, Bd. 1)
- Bilder der Endlichkeit. VDG, Weimar 2005, ISBN 3-89739-489-8, (=serie moderner film, Bd. 5)
- Philosophie des Fernsehens. Fink, München 2005, ISBN 3-7705-4154-5, (Hrsg. zusammen mit Oliver Fahle)
- Philosophie des Films. Verl. d. Bauhaus-Univ., Weimar 2007, ISBN 3-86068-309-8 (Hrsg. mit Birgit Leitner)
- Playtime. Münchener Film-Vorlesungen. UVK, Konstanz 2010, ISBN 3-89669-677-7
- Archiv für Mediengeschichte. Verl. d. Bauhaus-Univ., Weimar 2001ff., hrsg. mit Bernhard Siegert und Joseph Vogl.
- Zeitschrift für Medien— und Kulturforschung. hrsg. mit Bernhard Siegert, Meiner Verlag Hamburg, ISSN 18691366